# Anticla rutila
Anticla rutila är en fjärilsart som beskrevs av Druc 1887. Anticla rutila ingår i släktet Anticla och familjen silkesspinnare. Inga underarter finns listade i Catalogue of Life.